# Rimonabant
Rimonabant (SR141716, Akomplija, Betin, Monaslim, Remonabent,  Riobant,  Slimona, Rimoslim, Zimulti, i Riomont) je lek protiv gojaznosti (anoreksik) koji je povučen sa tržišta. On je inverzni agonist za kanabinoidni receptor CB1. Njegovo glavno dejstvo je redukcija apetita.
Rimonabant je prvi selektivni blokator CB1 receptora, koji je bio odobren za primenu. U Evropi, on je bio odobren za upotrebu uz dijetu i vežbanje za pacijente sa indeksom telesne mase većim od 30 2, ili pacijente sa BMI većim od 27 2 sa asociranim faktorima rizika, kao što su tip 2 dijabetes ili dislipidemija. U UK, on je bio dostupan početkom jula 2006. Lek je bio dostupan u 56 zemalja 2008. Evropska medicinska agencija (EMEA) je izdala saopštenje 23. oktobra 2008. navodeći da je njen Komitet za medicinske proizvode za ljudsku upotrebu (CHMP) došao do zaključka da su koristi od akomplije manje od rizika, i naknadno je preporučeno da se proizvod povuče sa tržišta. Sanofi-Aventis je izdao saopštenje da je lek suspendovan. EMEA je zvanično poništila odobrenje za upotrebu leka 16. januara 2009.

## Reakcije
Rimonabant se može sintetisati na sledeći način:

## Spoljašnje veze
|  | Molimo Vas, obratite pažnju na važno upozorenje u vezi sa temama iz oblasti medicine (zdravlja). |